# George P. Wilbur
George Peter Wilbur (Kent, Connecticut; 6 de marzo de 1941-Estados Unidos, 1 de febrero de 2023) fue un actor y doble de cine. Es conocido por haber desempeñado el rol del asesino serial Michael Myers en dos de las películas de la saga Halloween.

## Carrera
Tras graduarse de la escuela secundaria ingresó a la Armada de los Estados Unidos donde sirvió por cuatro años. Luego se mudó a Tucson, Arizona para aprender a domar animales de rodeo y manejar automóviles personalizados empleados para la industria del cine.
En 1966 consiguió su primer trabajo en la película El Dorado, donde se desempeñó como cowboy. Tras este papel decide abocarse como doble profesional de cine.
Se mudó a Los Ángeles y se enlistó en una escuela para dobles de riesgo. Tras ello consiguió trabajo en Paramount Studios como doble de riesgo de Peter Graves, quien tenía un papel principal en la serie Misión: Imposible. En 1972 se convirtió en miembro de la Asociación de Dobles de Riesgo. Otros de sus papeles tuvieron lugar en 1978 con "Parts: The Clonus Horror" y "Cazadores de Fantasmas 2".

## Halloween
Precisamente en la Asociación de Dobles de Riesgo fue donde conoció a Fred Lerner, quien fue el coordinador de dobles de la película Halloween 4: The Return of Michael Myers y quien presentaría a George Wilbur ante los productores como el actor indicado para el rol del asesino serial Michael Myers. Wilbur encajaba perfectamente con las pretensiones de los productores de la nueva entrega de la saga: querían un actor más robusto, alto e intimidante para encarnar al asesino serial. Moustapha Akkad fue quien contrató a Wilbur para la cuarta entrega de la saga y posteriormente para la sexta entrega Halloween: The Curse of Michael Myers.

## Extras
Fue nombrado como parte de un episodio de la serie animada Family guy, quien era personificando al comentarista de noticias Tom Tucker.
Sobre su rol en las películas Halloween ha dicho lo siguiente: «Interpretar a Michael Myers era un papel temporario», dijo en una entrevista de Fangoria, «Michael no tiene nada similar con mi personalidad, sino que es todo lo contrario en todas las cosas malvadas que he hecho en la película: me preocupé de lo que mis amigos y mi familia pensarían cuando vieran la primera película que hice para la saga de Halloween».